# Aiello Calabro
Aiello Calabro es un municipio italiano de la provincia de Cosenza, en Calabria. Tiene una población estimada, a fines de julio de 2021, de 1.512 habitantes.

## Situación geográfica
Está encaramado sobre la cima de una colina, en la costa del mar Tirreno.

## Alcalde
Francesco Antonio Iacucci, desde las elecciones de 2009.

## Demografía
| Gráfica de evolución demográfica de Aiello Calabro entre 1861 y 2021 |
|                                                                      |
| Fuente ISTAT - elaboración gráfica de Wikipedia                      |